# 波特代爾 (喬治亞州)
波特代爾（英語：Porterdale）是一個位於美國喬治亞州牛頓縣的城市。

## 地理
波特代爾的座標為33°34′11″N 83°53′53″W / 33.56972°N 83.89806°W，而該地的平均海拔高度為213米（即699英尺）。

## 人口
根據2010年美國人口普查的數據，波特代爾的面積為2.70平方千米，當中陸地面積為2.70平方千米，而水域面積為0.00平方千米。當地共有人口1429人，而人口密度為每平方千米529.26人。